# Rabdophaga oleiperda
Rabdophaga oleiperda är en tvåvingeart som beskrevs av Guercio 1918. Rabdophaga oleiperda ingår i släktet Rabdophaga och familjen gallmyggor. Inga underarter finns listade i Catalogue of Life.